# Karolewo (Oborniki)
Pour les articles homonymes, voir Karolewo.
Karolewo (prononcé en polonais : [karɔˈlɛvɔ]) est un village polonais de la gmina de Rogoźno dans la powiat d'Oborniki de la voïvodie de Grande-Pologne dans le centre-ouest de la Pologne.
Il se situe à environ 9 kilomètres au nord-ouest de Rogoźno (siège de la gmina), à 20 kilomètres au nord-est d'Oborniki (siège du powiat), et à 46 kilomètres au nord de Poznań (capitale de la Grande-Pologne).

## Histoire
De 1975 à 1998, le village faisait partie du territoire de la voïvodie de Piła.

Depuis 1999, Karolewo est situé dans la voïvodie de Grande-Pologne.
Le village possède une population de 130 habitants.